# České předsednictví v Radě Evropské unie 2009

Oficiální logo českého předsednictví Rady EU v roce 2009

První české předsednictví v Radě Evropské unie či zkráceně jen české předsednictví se uskutečnilo v první polovině roku 2009, kdy Česká republika předsedala v Radě Evropské unie a v Evropské radě. Dne 1. ledna 2009 se tak tehdejší předseda vlády Mirek Topolánek stal předsedou Rady Evropské unie a potažmo i předsedou Evropské rady (jejíž předsednictví se do přijetí Lisabonské smlouvy odvozovalo od předsednictví Rady EU). Poté, co byla Topolánkově vládě vyslovena nedůvěra, ho ve funkci 8. května nahradil předseda vlády Jan Fischer. Dne 1. července bylo předsednictví předáno Švédsku.

## Priority
Priority byly formulovány od roku 2007. Zahrnovaly energetiku, země východní Evropy a volby do evropských úřadů. Důležitými prioritami byly tři velké E – Ekonomika, Energetika a Evropa ve světě. Česká republika měla za cíl stabilizovat ekonomickou situaci po globální finanční krizi.

## Průběh
Česká republika se ujala předsednictví dne 1. ledna 2009. České předsednictví muselo řešit vyhrocení přetrvávajících rusko-ukrajinských sporů o plyn, které vyvrcholily přerušením dodávek do plynovodu Bratrství Ruskem a tím i k přerušení dodávek plynu i do střední Evropy. Topolánkovu týmu se podařilo vyjednat kompromis mezi Ruskem a Ukrajinou.
Dalším důležitým momentem byl konflikt v Gaze. Český ministr zahraničí Karel Schwarzenberg vedl tým, který se účastnil mírových jednání. Česká republika také uspořádala summit evropských ministrů práce a sociálních věcí v Luhačovicích.
Předsednictví se v průběhu února zaměřilo na ekonomické záležitosti. Topolánek svolal summit do Bruselu na 19. a 20. března 2009. Na summitu byla projednávána nezaměstnanost a změna klimatu. Další summit se konal na Hluboké. Evropští ministři zahraničních věcí jednali s Karlem Schwarzenbergem. Summit se setkal s protesty proti jaderné elektrárně v Temelíně, proti americkému radaru v ČR a proti Evropské unii.
Dne 24. března 2009 byla české vládě vyslovena nedůvěra. Evropská komise uvedla, že má důvěru v Českou republiku a předsednictví národa v EU zůstane nedotčeno. Topolánek uvedl, že pád jeho kabinetu nebude mít na české předsednictví „žádný dopad“.
Během dubna české předsednictví uskutečnilo řadu jednání s mezinárodními organizacemi, jako je Severoatlantická aliance nebo G20. Do Prahy přiletěl také americký prezident Barack Obama. Jan Fischer zůstal předsedou Evropské rady do 1. července 2009.

## Osobnosti předsednictví

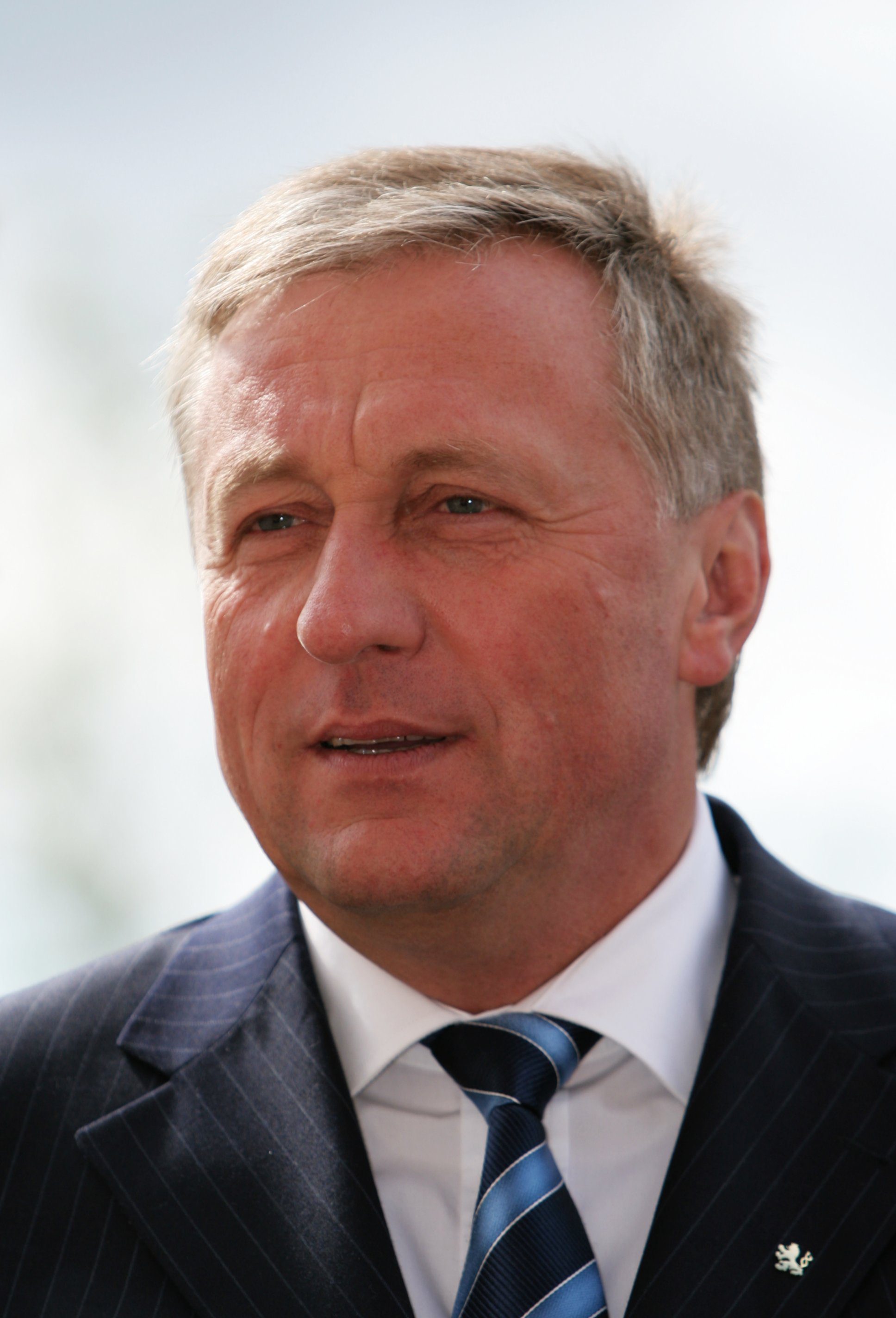
Mirek Topolánek (ODS), předseda vlády v první části předsednictví v roce 2009
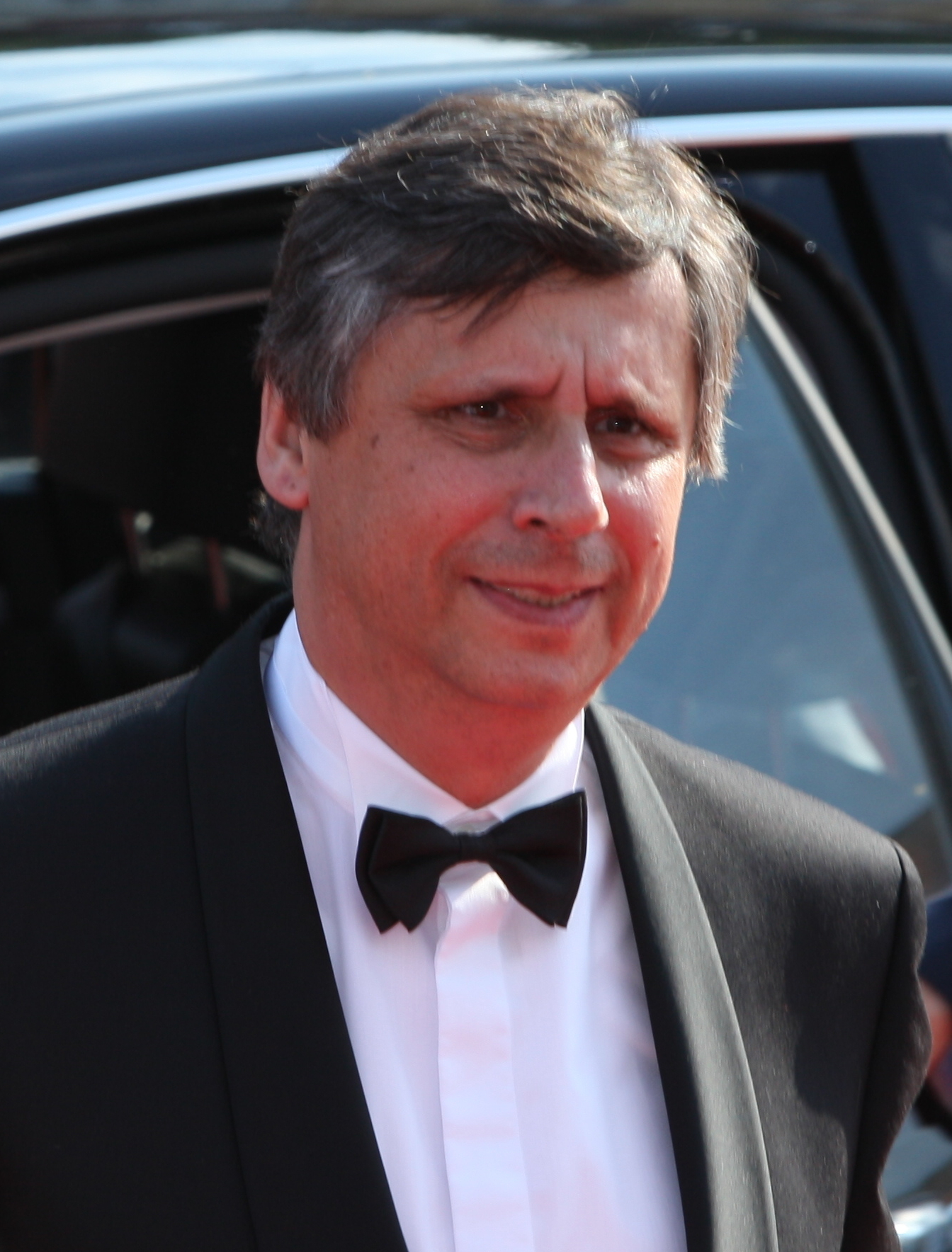
Jan Fischer (nestraník), předseda vlády v druhé části předsednictví v roce 2009
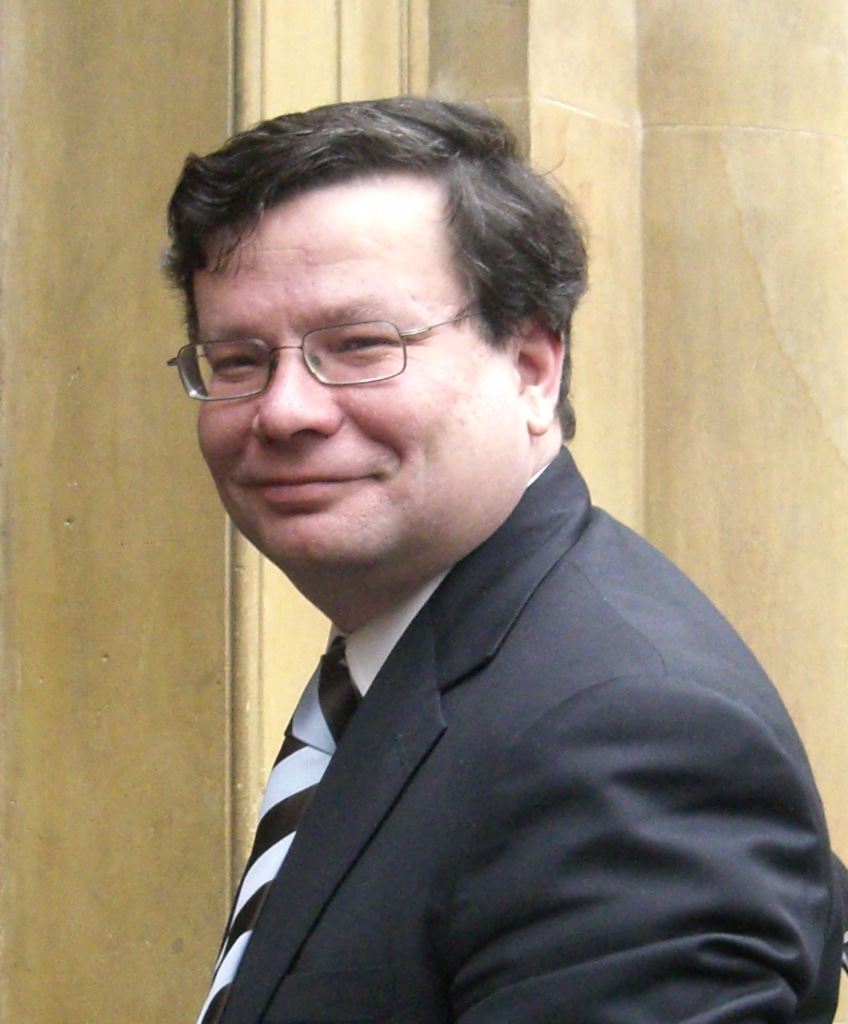
Alexandr Vondra (ODS), ministr pro evropské záležitosti v první části předsednictví
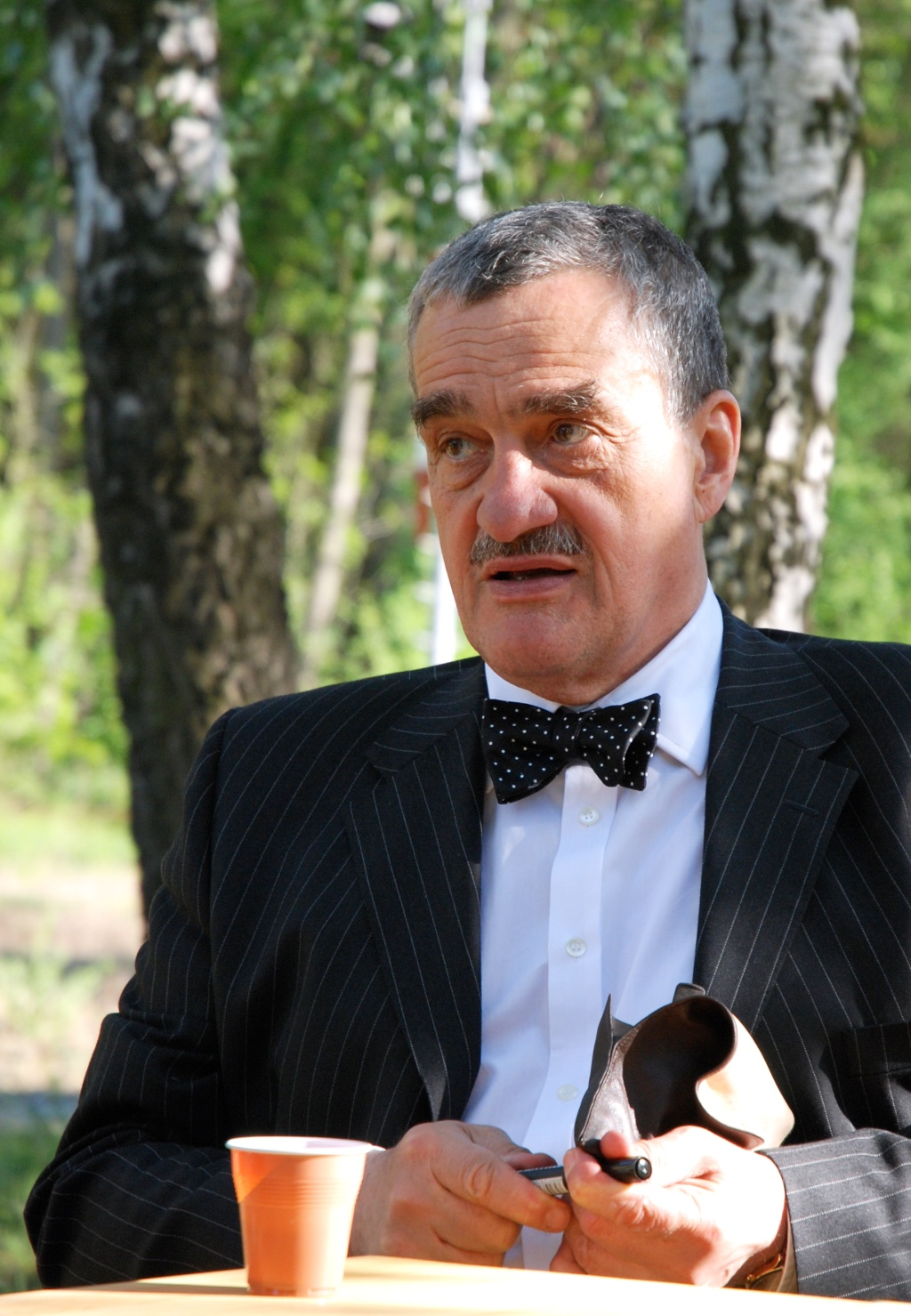
Karel Schwarzenberg (nestraník za Zelené), ministr zahraničních věcí v první části předsednictví
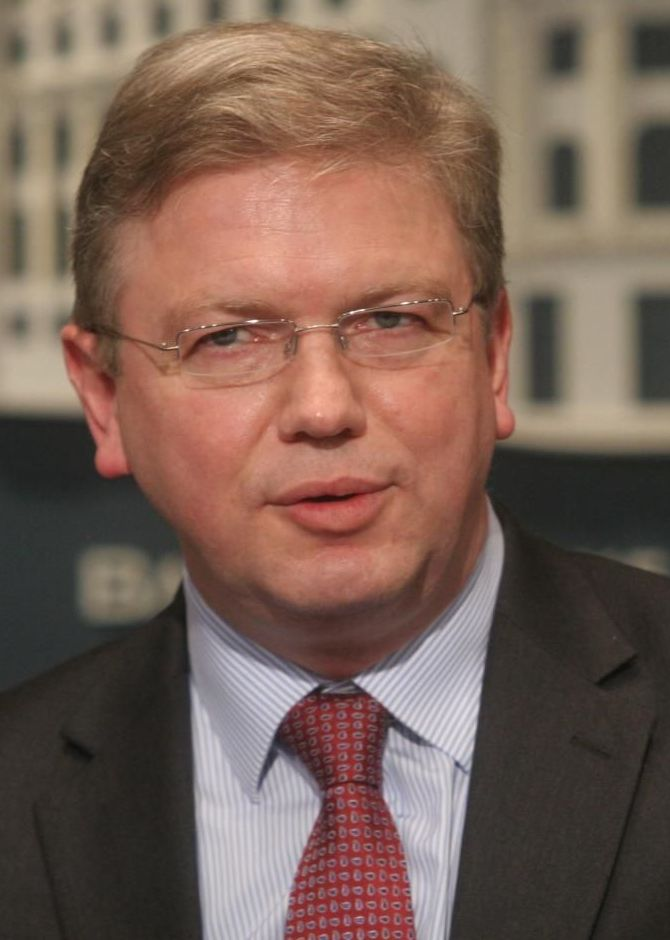
Štefan Füle (nestraník za ČSSD), ministr pro evropské záležitosti v druhé části předsednictví
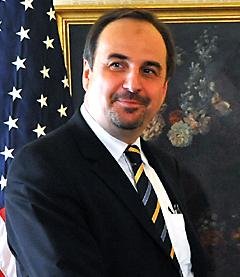
Jan Kohout (nestraník za ČSSD), ministr zahraničních věcí ve druhé části předsednictví
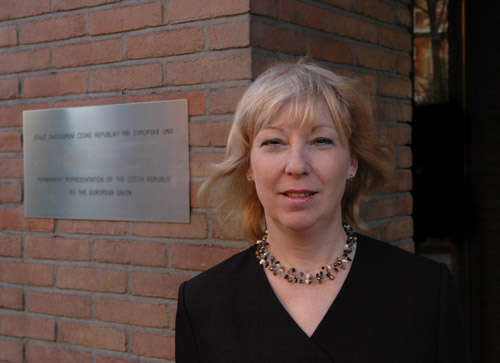
Milena Vicenová, stálá představitelka ČR při EU v době předsednictví

## Hodnocení
Česká vláda označila předsednictví za úspěšné. České předsednictví bylo oceněno za mnoho úspěchů, jako je řešení plynové krize nebo podpora obnovitelných zdrojů energie. Nejkritičtějším bodem byl pád Topolánkovy vlády.
Podle průzkumu veřejného mínění z července 2009 54 % obyvatel považovalo předsednictví za úspěšné, zatímco 36 % obyvatel za neúspěšné.

## Galerie

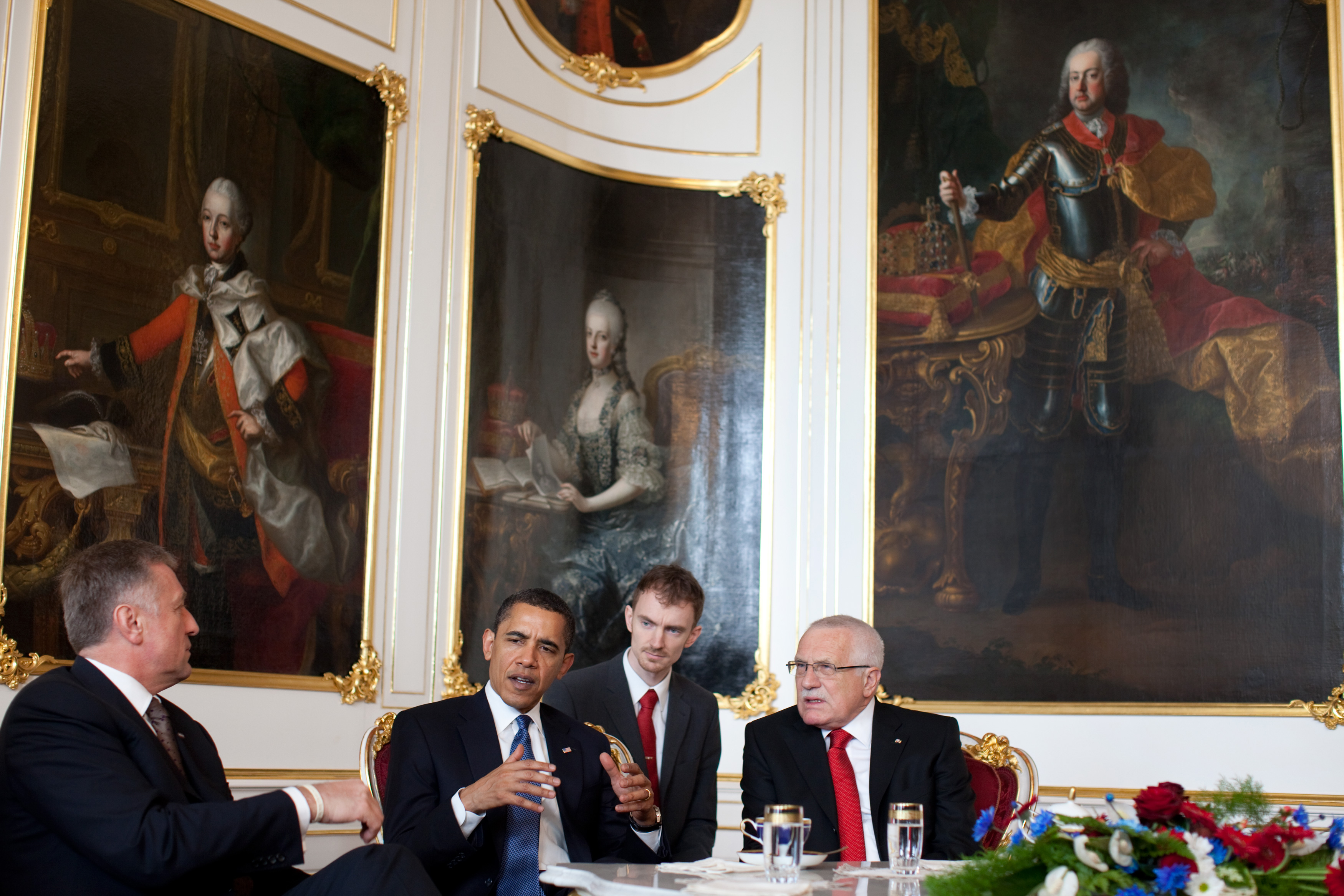
Premiér Mirek Topolánek, prezident USA Barack Obama a český prezident Václav Klaus na Pražském hradě
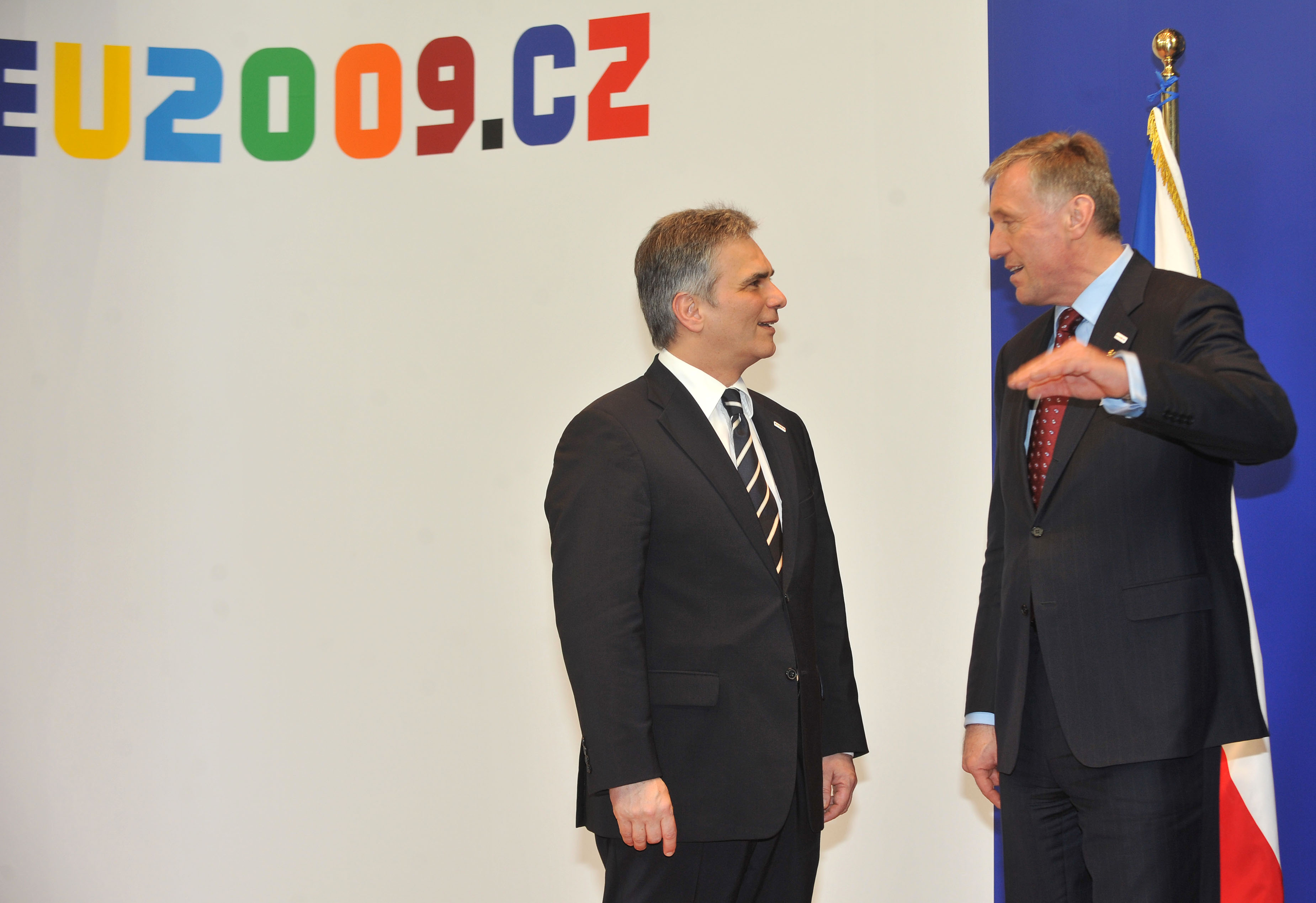
Zasedání Evropské rady v Praze
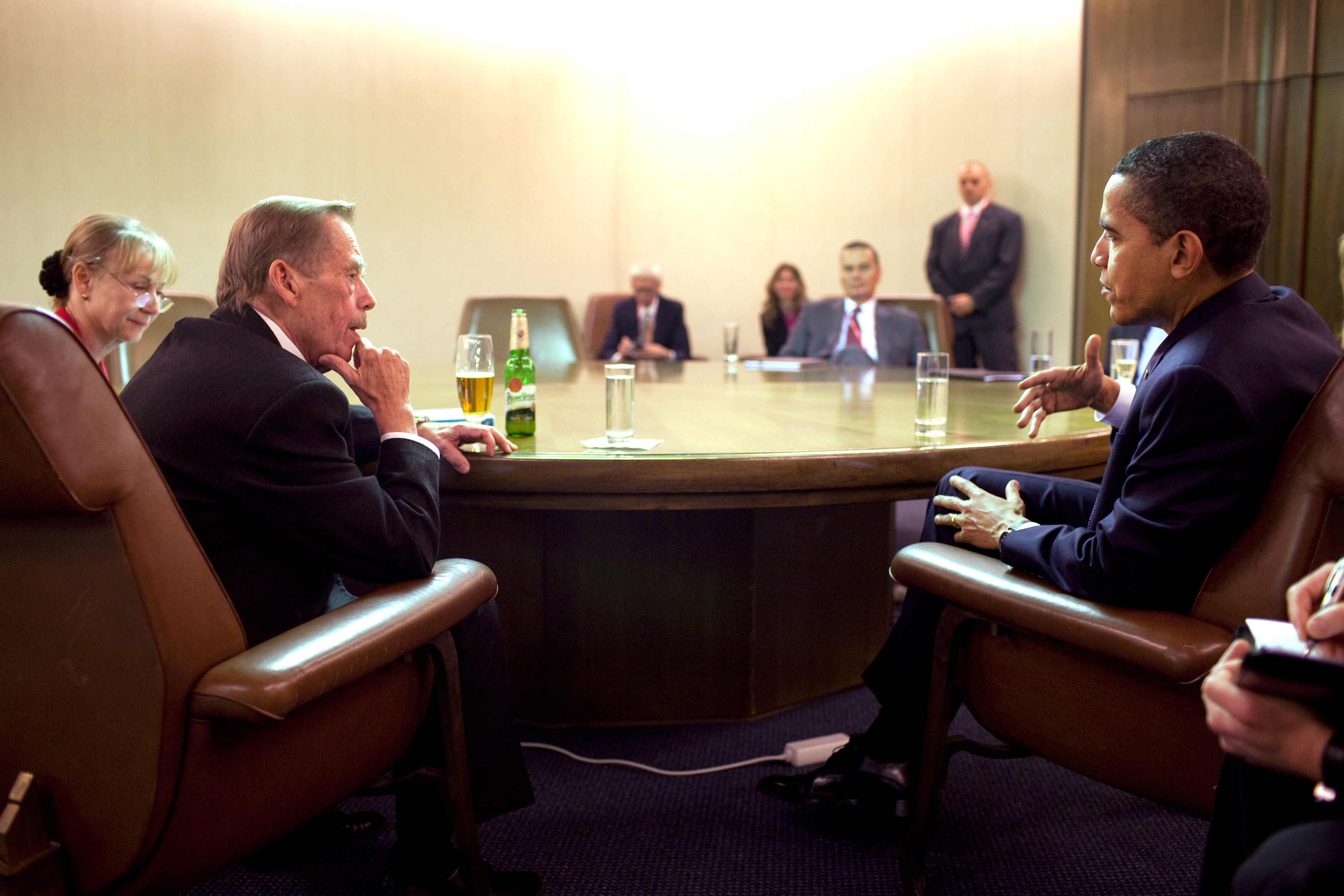
Setkání exprezidenta Havla s americkým prezidentem Obamou
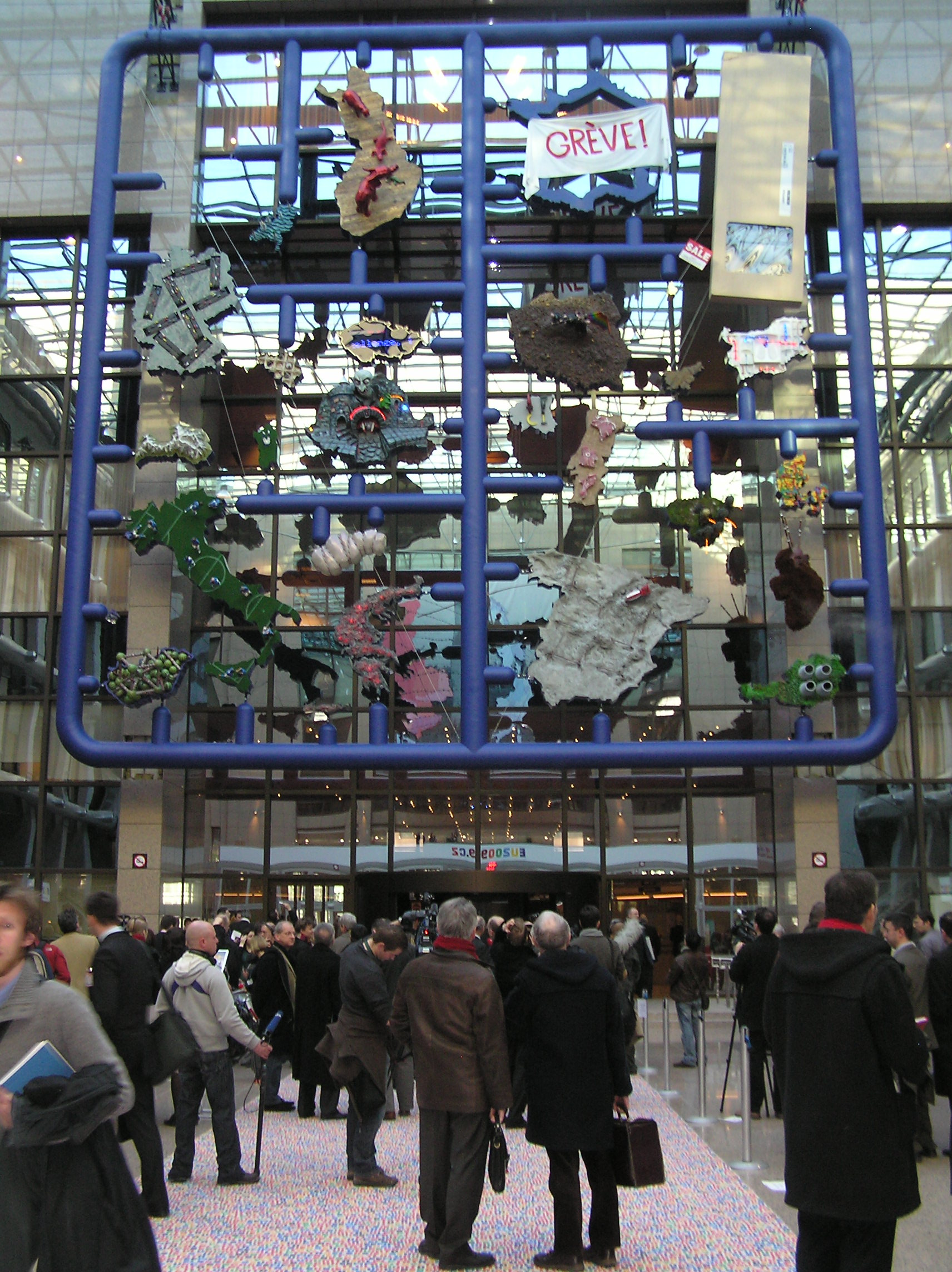
Entropa, satirická plastika Davida Černého, jeden ze symbolů českého předsednictví v roce 2009